# Fürstenwalder Haßbotschaft
Die Fürstenwalder Haßbotschaft war eine gegen das politische System der Weimarer Republik gerichtete politische Proklamation, die der Landesvorsitzende des Frontsoldatenbundes Stahlhelm in Brandenburg Elhard von Morozowicz (1893–1934) am Sonntag 2. September 1928 auf einer Stahlhelmkundgebung im brandenburgischen Fürstenwalde abgab. Historisch gilt die mit der „Haßbotschaft“ zum Ausdruck kommende politische Positionierung des Stahlhelms als einer der größten Organisationen im Lager der politischen Rechten der Weimarer Republik insofern als eine bedeutende Wegmarke im Verlauf des Niedergangs des demokratisch-republikanischen Systems, der schließlich in der Errichtung der NS-Diktatur kulminierte, als die „Haßbotschaft“ den Übergang des in den vorangegangenen Jahren leidlich republiktreuen Stahlhelms zu einem aggressiven republikfeindlichen Kurs einleitete.

## Inhalt
Die maßgebliche Passage von Morozowiczs Rede, von deren Inhalt sich der Name der Proklamation ableitet, lautete:

„Wir hassen mit ganzer Seele den augenblicklichen Staatsaufbau, seine Form und seinen Inhalt, sein Werden und sein Wesen […] Kampf dem System, das den Staat von heute regiert. …“

Morozowiczs Rede wurde zeitgenössisch viel beachtet: So folgten ihr ausführliche Kommentare durch die Tagespresse und infolgedessen heftige Auseinandersetzungen. Diese wurden auf zwei Ebenen ausgetragen: Einmal innerhalb des Stahlhelms, wo es zu Konflikten zwischen den Anhängern eines moderaten Kurses und Vertretern einer radikalen antirepublikanischen Stoßrichtung kam. Und zum zweiten zwischen dem Stahlhelm als Ganzem und republiktreuen Kräften.
So warf der damalige Außenminister und Vorsitzende der Deutschen Volkspartei (DVP) Gustav Stresemann dem Stahlhelm vor, „daß hier eine ganz bewußte Gründung einer Art von Faschistenpartei vor sich“ gehe. Auch empfahl Stresemann allen Reichstagsabgeordneten der DVP, von denen viele dem Stahlhelm als ehemalige Frontkämpfer angehörten, aus dem Wehrverband auszutreten. Daraufhin traten sämtliche Abgeordneten des Stahlhelm geschlossen aus der DVP aus und folgten damit dem Beispiel ihres Bundesführers Franz Seldte, der die Partei bereits im Vorjahr verlassen hatte.
Auch auf den Reichspräsident Paul von Hindenburg, der als ehemaliger Generalfeldmarschall des Ersten Weltkrieges Ehrenmitglied des Stahlhelms war, wurde heftiger Druck ausgeübt, seine Mitgliedschaft beim Stahlhelm als einer nun in offen ablehnenden Haltung zu dem Staat, dessen oberster Repräsentant er war, niederzulegen, wozu Hindenburg jedoch bezeichnenderweise keinen Anlass sah.

## Wortlaut der Rede
Nach: Johannes Hohlfeld: Deutsche Reichsgeschichte in Dokumenten 1849–1934, Band 2 (Der Ausgang der liberalen Epoche, 1926–1931), 1934, S. 82–84 (im Vergleich zu anderen Abdrucken sind geringfügige Formulierungsabweichungen festzustellen).
„Wir lieben mit ganzer Seele unser Volk und Vaterland, denn jeder deutsche Mensch und jedes Körnchen deutscher Erde ist ein Stück deutscher Staat. Wir hassen mit ganzer Seele den augenblicklichen Staatsaufbau, seine Form und seinen Inhalt, sein Werden und sein Wesen. Wir hassen diesen Staatsaufbau, weil in ihm nicht die besten Deutschen führen, sondern weil in ihm ein Parlamentarismus herrscht, dessen System jede verantwortungsvolle Führung unmöglich macht. Wir hassen diesen Staatsaufbau, weil in ihm Klassenkampf und Parteikampf Selbstzweck und Recht geworden sind. Wir hassen diesen Staatsaufbau, weil er die deutsche Arbeiterschaft in ihrem berechtigten Aufstiegswillen behindert, trotz aller hochtönenden Versprechungen. Wir hassen diesen Staatsaufbau, weil er uns die Aussicht versperrt, unser geknechtetes Vaterland zu befreien und das deutsche Volk von der erlogenen Kriegsschuld zu reinigen, den notwendigen deutschen Lebensraum im Osten zu gewinnen, das deutsche Volk wieder frei zu machen, Landwirtschaft, Industrie, Gewerbe und Handwerk gegen den feindlichen Wirtschaftskrieg zu schützen und wieder lebensfähig zugestalten. Wir wollen einen starken Staat, in dem die verantwortungsvolle Führung der Beste hat und nicht verantwortungsloses Bonzen- und Maulheldentum führt. Wir verlangen von unseren christlichen Kirchengemeinschaften, daß sie keinerlei Bindungen internationaler Art eingehen, die sie an der Aufgabe hindern, bei der politischen und kulturellen Erneuerung des deutschen Volkstums Dienst zu tun. Wir warnen die Kirche davor, an einer klaren Stellungnahme vorüberzugehen. Sie soll im Gegenteil deutschen geist kämpfenden Christentums pflegen, um der Freiheit des deutschen Volkes den Weg zu ebnen. Wir stellen diese Forderung in der klaren Erkenntnis, daß ein Freiheitskampf nur dann mit Erfolg geführt werden kann, wenn es einer kämpfenden Kirche gelingt, die Masse des deutschen Volkes auf die tiefsten [in anderen Abschriften: höchsten] Grundlagen von Gott und Christentum zurückzuführen. Wir wissen, daß das deutsche Volk in seinem Kampf um den starken Staat noch vor schweren Erschütterungen steht. Wir fürchten diese Erschütterungen nicht, im Gegenteil, wir stählen uns und machen uns bereit, dann in die Bresche zu springen, um dafür zu sorgen, daß diese Erschütterungen nicht zum Zerbrechen, sondern zum Aufstieg des Volkes führen. Wir haben gerade in diesen Tagen gesehen, wie unsere von Pazifismus getragene Versöhnungs- und Erfüllungspolitik elend Schiffbruch gelitten hat. Wiederum hat sich gezeigt, daß unsere Feinde hierbei Deutschland nur als Ausbeutungsobjekt für ihre politischen und wirtschaftlichen Ziele benutzen. Und so wissen wir auch, daß unsere innerpolitischen Gegner trotz pazifistischen Gefasel den Kampf gegen uns durchzuführen entschlossen sind. Unser Kampfwillen wird auf eine harte Probe gestellt werden Manche Kräfte, die von Gottes- und Rechtswegen zu uns stehen sollten, werden uns verraten. Wir werden trotzdem siegen. Kampferprobt im Krieg, wetterhart geworden in den Stürmen der Revolution, gefeit gegen Sumpf und Morast, werden wir kommenden Kriegen, kommenden Revolutionen und auch dem Sumpf moderner Politik unser trotziges Eigenleben entgegenstellen. In dieser Erkenntnis wollen wir rückhaltlos ringen und kämpfen: Kampf dem System, das den Staat von heute regiert, Kampf denen, die dieses System durch Kompromisse stützen“

## Abdrucke der „Haßbotschaft“
- Elhard von Morozowicz (Hrsg.): Die „Haß“-Botschaft von Fürstenwalde. Herausgegeben im Namen der Landesführung des Stahlhelm Brandenburg, Freyhoff, Oranienburg [ca. 1928].
- Herbert Michaelis (Hrsg.) Ursachen und Folgen. Vom deutschen Zusammenbruch 1918 und 1945 bis zur staatlichen Neuordnung Deutschlands in der Gegenwart, Band 7, in: Die Weimarer Republik. Vom Kellogg-Pakt zur Weltwirtschaftskrise 1928-30, Berlin 1962, S. 423.